# Sculptorul (super-roi de galaxii)
Super-roiul de galaxii Sculptorul(SCl 9) este important datorită faptului că se află într-un mare zid de galaxii, care se întind pe aproape un miliard de ani-lumină.
Super-roiurile de galaxii din regiunea Sculptorului nu sunt structuri evidente. Aceasta zonă este împânzită de galaxii strălucitoare (din Catalogul de Galaxii Principale) și deși roiurile principale sunt marcate, super-roiurile sunt greu de observat. 